# Lichoběžníková metoda

Funkce f(x) (modře) je aproximována lineární funkcí (červeně).

Lichoběžníková metoda je technika používaná v matematice pro přibližný numerický výpočet určitého integrálu
{\displaystyle \int _{a}^{b}f(x)\,dx}.
Jejím principem je aproximace plochy pod grafem funkce {\displaystyle f(x)} lichoběžníkem a použitím jeho plochy jako přibližné hodnoty určitého integrálu funkce {\displaystyle f(x)} na intervalu {\displaystyle \langle a,b\rangle }:
{\displaystyle \int _{a}^{b}f(x)\,dx\approx (b-a)\cdot {\tfrac {f(a)+f(b)}{2}}}.
Lichoběžníkovou metodu můžeme považovat za výsledek získaný průměrováním levého a pravého Riemannova součtu a někdy se lichoběžníková metoda takto definuje. Pro získání přesnějšího výsledku se obvykle integrační interval rozděluje na podintervaly, pro každý se spočítá plocha lichoběžníka a výsledky se sečtou. V praxi se „integrováním lichoběžníkovou metodou“ zpravidla myslí tato „zřetězená“ (nebo „kompozitní“) lichoběžníková metoda. Jestliže {\displaystyle (x_{k})} je dělení intervalu {\displaystyle \langle a,b\rangle } takové, že {\displaystyle a=x_{0}<x_{1}<\cdots <x_{N-1}<x_{N}=b} a {\displaystyle \Delta x_{k}} je délka {\displaystyle k}-tého podintervalu (tj. {\displaystyle \Delta x_{k}=x_{k}-x_{k-1}}), pak
{\displaystyle \int _{a}^{b}f(x)\,dx\approx \sum _{k=1}^{N}{\frac {f(x_{k-1})+f(x_{k})}{2}}\Delta x_{k}={\tfrac {\Delta x}{2}}\left(f(x_{0})+2f(x_{1})+2f(x_{2})+2f(x_{3})+2f(x_{4})+\cdots +2f(x_{N-1})+f(x_{N})\right)}.

Ilustrace „zřetězené lichoběžníkové metody“ použité na nepravidelně rozděleném intervalu.

Pro jemnější dělení intervalu bude aproximace přesnější. Často se používá pravidelné dělení, které umožňuje vzorec pro výpočet dále zjednodušit.
Protože se jedná o pouze o aproximaci hodnoty určitého integrálu, je důležité, že na základě vlastností integrované funkce lze určit maximální chybu vypočítané hodnoty.

## Historie
V roce 2016 vyšel článek, který uvádí, že lichoběžníkovou metodu používali již před rokem 50 před naším letopočtem Babyloňané pro výpočet polohy planety Jupiter na ekliptice integrováním její rychlosti.

## Numerická implementace

### Nerovnoměrné dělení intervalu
Je-li dělení intervalu nerovnoměrné, můžeme použít vzorec
{\displaystyle \int _{a}^{b}f(x)\,dx\approx \sum _{k=1}^{N}{\frac {f(x_{k-1})+f(x_{k})}{2}}\Delta x_{k}}

### Rovnoměrné dělení
Je-li integrační interval rozdělený na {\displaystyle N} stejně velkých podintervalů, je možné vzorec pro výpočet zjednodušit. Pokud
{\displaystyle \Delta x_{k}=\Delta x={\frac {b-a}{N}},}
dostaneme vzorec
{\displaystyle \int _{a}^{b}f(x)\,dx\approx {\frac {\Delta x}{2}}\sum _{k=1}^{N}\left(f(x_{k-1})+f(x_{k})\right)}
{\displaystyle {}={\frac {\Delta x}{2}}(f(x_{0})+2f(x_{1})+2f(x_{2})+2f(x_{3})+\dotsb +2f(x_{N-1})+f(x_{N}))}
{\displaystyle {}={\frac {\Delta x}{2}}\left(f(x_{0})+f(x_{N})+2\sum _{k=1}^{N-1}f(x_{k})\right)}
{\displaystyle {}=\Delta x\left(\sum _{k=1}^{N-1}f(x_{k})+{\frac {f(x_{N})+f(x_{0})}{2}}\right).}

## Analýza chyb

Animace ukazující, jak se přesnost výsledku výpočtu integrálu lichoběžníkovou metodou zlepšuje při zjemňování dělení intervalu pro a.

Chyba kompozitní lichoběžníkové metody je rozdíl mezi skutečnou hodnotou integrálu a numerickým výsledkem:
{\displaystyle {\text{chyba}}=\int _{a}^{b}f(x)\,dx-{\frac {b-a}{N}}\left[{f(a)+f(b) \over 2}+\sum _{k=1}^{N-1}f\left(a+k{\frac {b-a}{N}}\right)\right]}
Existuje číslo ξ mezi a a b takové, že
{\displaystyle {\text{chyba}}=-{\frac {(b-a)^{3}}{12N^{2}}}f''(\xi )}
To znamená, že pokud je integrand konvexní funkce (a tedy má kladnou druhou derivaci), pak lichoběžníková metoda přeceňuje skutečnou hodnotu (chyba je záporná). To je dobře vidět na kresbě: lichoběžníky pokrývají celou plochu pod křivkou a přesahují ji. Naopak u konkávní funkce dává výpočet menší hodnotu, protože se nepočítá celá plocha pod křivkou. Pokud integrační interval obsahuje inflexní bod, je těžší chybu identifikovat.
Asymptotický odhad chyby pro N → ∞ je
{\displaystyle {\text{chyba}}=-{\frac {(b-a)^{2}}{12N^{2}}}{\big [}f'(b)-f'(a){\big ]}+O(N^{-3}).}
Další členy tohoto odhadu chyby jsou dané Eulerovým–Maclaurinovým sumačním vzorcem.
Pro analýzu chyb lze použít několika technik, mezi něž patří:
1. Fourierova řada
2. Residuový počet
3. Eulerův–Maclaurinův sumační vzorec:[4][5]
4. Polynomiální interpolace:[6]

Udává se, že rychlost konvergence lichoběžníkové metody lze používat jako definici třídy hladkosti funkcí.

### Důkaz
Předpokládejme, že {\displaystyle h={\frac {b-a}{N}}} a {\displaystyle a_{k}=a+(k-1)h}.
Nechť {\displaystyle g_{k}(t)={\frac {1}{2}}t[f(a_{k})+f(a_{k}+t)]-\int _{a_{k}}^{a_{k}+t}f(x)dx} je funkce taková, že {\displaystyle |g_{k}(h)|} je chyba lichoběžníkové metody na jednom z intervalů, {\displaystyle \langle a_{k},a_{k}+h\rangle }. Pak
{\displaystyle {dg_{k} \over dt}={1 \over 2}[f(a_{k})+f(a_{k}+t)]+{1 \over 2}t\cdot f'(a_{k}+t)-f(a_{k}+t),}
a
{\displaystyle {d^{2}g_{k} \over dt^{2}}={1 \over 2}t\cdot f''(a_{k}+t).}
Nyní předpokládejme, že {\displaystyle \left\vert f''(x)\right\vert \leq f''(\xi ),} což platí, pokud je {\displaystyle f} dostatečně hladká. Odtud dostáváme
{\displaystyle \left\vert f''(a_{k}+t)\right\vert \leq f''(\xi )}
což je ekvivalentní s
{\displaystyle -f''(\xi )\leq f''(a_{k}+t)\leq f''(\xi )} nebo {\displaystyle -{\frac {f''(\xi )t}{2}}\leq g_{k}''(t)\leq {\frac {f''(\xi )t}{2}}.}
Protože {\displaystyle g_{k}'(0)=0} a {\displaystyle g_{k}(0)=0},
{\displaystyle \int _{0}^{t}g_{k}''(x)dx=g_{k}'(t)} a {\displaystyle \int _{0}^{t}g_{k}'(x)dx=g_{k}(t).}
Při použití těchto výsledků dostáváme
{\displaystyle -{\frac {f''(\xi )t^{2}}{4}}\leq g_{k}'(t)\leq {\frac {f''(\xi )t^{2}}{4}}}
a
{\displaystyle -{\frac {f''(\xi )t^{3}}{12}}\leq g_{k}(t)\leq {\frac {f''(\xi )t^{3}}{12}}}
Pokud položíme {\displaystyle t=h}, dostaneme
{\displaystyle -{\frac {f''(\xi )h^{3}}{12}}\leq g_{k}(h)\leq {\frac {f''(\xi )h^{3}}{12}}.}
Sečtením všech částečných chyb dostáváme
{\displaystyle \sum _{k=1}^{N}g_{k}(h)={\frac {b-a}{N}}\left[{f(a)+f(b) \over 2}+\sum _{k=1}^{N-1}f\left(a+k{\frac {b-a}{N}}\right)\right]-\int _{a}^{b}f(x)dx.}
přičemž platí
{\displaystyle -\sum _{k=1}^{N}{\frac {f''(\xi )h^{3}}{12}}\leq \sum _{k=1}^{N}g_{k}(h)\leq \sum _{k=1}^{N}{\frac {f''(\xi )h^{3}}{12}}}
a
{\displaystyle \sum _{k=1}^{N}{\frac {f''(\xi )h^{3}}{12}}={\frac {f''(\xi )h^{3}N}{12}},}
takže
{\displaystyle -{\frac {f''(\xi )h^{3}N}{12}}\leq {\frac {b-a}{N}}\left[{f(a)+f(b) \over 2}+\sum _{k=1}^{N-1}f\left(a+k{\frac {b-a}{N}}\right)\right]-\int _{a}^{b}f(x)dx\leq {\frac {f''(\xi )h^{3}N}{12}}.}
Celková chyba je tedy omezena výrazem
{\displaystyle {\text{chyba}}=\int _{a}^{b}f(x)dx-{\frac {b-a}{N}}\left[{f(a)+f(b) \over 2}+\sum _{k=1}^{N-1}f\left(a+k{\frac {b-a}{N}}\right)\right]={\frac {f''(\xi )h^{3}N}{12}}={\frac {f''(\xi )(b-a)^{3}}{12N^{2}}}.}

### Periodické funkce
Pro periodické funkce lichoběžníková metoda konverguje velmi rychle. Je to jednoduchý důsledek Eulerova–Maclaurinova sumačního vzorce, který říká, že pokud funkce {\displaystyle f} je {\displaystyle p}-krát spojitě derivovatelná s periodou {\displaystyle T}, pak
{\displaystyle \sum _{k=0}^{N-1}f(kh)h=\int _{0}^{T}f(x)\,dx+\sum _{k=1}^{\lfloor p/2\rfloor }{\frac {B_{2k}}{(2k)!}}(f^{(2k-1)}(T)-f^{(2k-1)}(0))-(-1)^{p}h^{p}\int _{0}^{T}{\tilde {B}}_{p}(x/T)f^{(p)}(x)\,\mathrm {d} x,}
kde {\displaystyle h:=T/N} a {\displaystyle {\tilde {B}}_{p}} je periodické rozšíření {\displaystyle p}-tého Bernoulliho polynomu. U periodických funkcí se derivace v koncových bodech vyruší a jak je patrné ze vzorce, chyba je řádu {\displaystyle O(h^{p})}.

### Funkce s jedním vrcholem
Podobný efekt jako u periodických funkcí se projevuje u funkcí s jedním vrcholem, jako je například Gaussova funkce, exponenciálně modifikovaná Gaussova funkce nebo další funkce, které mají v integračních mezích derivace, které lze zanedbat. Pro výpočet integrálu gaussovské funkce lichoběžníkovou metodou s 1% přesností stačí použít pouze čtyři body. Simpsonovo pravidlo vyžaduje pro dosažení stejné přesnosti 1,8krát více bodů.
Přes určité úsilí rozšířit Eulerův–Maclaurinův sumační vzorec na více dimenzí, k přímočařejšímu důkazu velmi rychlé konvergence lichoběžníkové metody v prostorech s mnoha rozměry stačí omezit problém na konvergenci Fourierovy řady. Tímto způsobem lze ukázat, že pokud je {\displaystyle f} periodická na {\displaystyle n}-rozměrném prostoru s {\displaystyle p} spojitými derivacemi, bude rychlost konvergence {\displaystyle O(h^{p/d})}. Při velmi vysokém počtu dimenzí je integrace Monte-Carlo pravděpodobně lepší volbou, ale pro dvou nebo trojrozměrný případ je efektivní rovnoměrné vzorkování. Toho se využívá při výpočtech ve fyzice pevné fáze, kde rovnoměrné vzorkování přes primitivní buňky v převrácená mřížce je známé jako Monkhorstova-Packova integrace.

### „Drsné“ funkce
U funkcí, které nemají spojitou druhou derivaci, nelze použít výše uvedený odhad chyby. Pro málo hladké funkce je však možné odvodit jiná omezení chyby, která však typicky svědčí, že při zvyšování počtu bodů {\displaystyle N}, v nichž se počítá hodnota integrované funkce je konvergence pomalejší než výše uvedené {\displaystyle O(N^{-2})}. Je zajímavé, že v tomto případě má lichoběžníková metoda často ostřejší meze při stejném počtu vyhodnocování funkce než Simpsonovo pravidlo.

## Použitelnost a alternativy
Lichoběžníková metoda patří do skupiny metod pro numerickou integraci nazývaných Newtonovy–Cotesovy vzorce, z nichž Riemannův součet se podobá lichoběžníkovému pravidlu. Jiným členem této skupiny je Simpsonovo pravidlo, které pro funkce mající dvě spojité derivace konverguje obecně rychleji než lichoběžníková metoda, existují však výjimky; u některých tříd méně hladkých funkcí (splňujících slabší podmínky hladkosti) lichoběžníková metoda konverguje obecně rychleji než Simpsonova metoda.
Lichoběžníková metoda je obvykle velmi přesná při integraci periodických funkcí na intervalu shodném s jejich periodou, který lze analyzovat různými způsoby. Podobný efekt existuje u funkcí s jedním vrcholem.
Metody s nestejně vzdálenými body, jako je Gaussovo kvadraturní pravidlo a Clenshawova–Curtisova kvadratura, jsou však obecně mnohem přesnější pro neperiodické funkce; Clenshawovu–Curtisovu kvadraturu lze považovat za substituci, kterou lze vyjádřit libovolný integrál pomocí periodických integrálů, pro které je lichoběžníková metoda přesnější.